# Little Girl (With Blue Eyes)
Little Girl (With Blue Eyes) è un singolo del gruppo musicale britannico Pulp, pubblicato nel 1985.

## Tracce
1. Little Girl (With Blue Eyes) – 3:28
2. Simultaneous – 4:09
3. Blue Glow – 3:06
4. The Will to Power – 3:25

## Formazione
- Jarvis Cocker - voce, chitarra
- Russell Senior - chitarra, violino, voce (in The Will to Power)
- Candida Doyle - tastiera, organo, cori (in Little Girl (With Blue Eyes))
- Peter Mansell - basso
- Magnus Doyle - batteria